# Hawaa Al Mansoori
Hawaa Al Thahak Al Mansoori (en árabe: حواء سعيد سالم الضحاك المنصوري‎) es una médica, inventora y política emiratí. Fue nombrada miembro del Consejo Nacional Federal de los Emiratos Árabes Unidos (EAU) en 2019. Es endocrinóloga y ejecutiva de atención médica, y ocupa el puesto de directora ejecutiva de la División de Investigación Intramuros del Centro de Células Madre de Abu Dhabi y de directora médica adjunta del Centro de Diabetes del Imperial College London en Abu Dhabi.
Participa en la junta directiva de Sandooq Al Watan, una fundación benéfica lanzada por un grupo de empresarios emiratíes. Defiende la atención sanitaria sostenible, la genética médica y el empoderamiento de la mujer. En 2014, el Primer Ministro de los EAU le entregó el Premio a los Pioneros por su invención de una tecnología de colocación de catéteres. Está reconocida como inventora en tres patentes estadounidenses, y académica publicada.

## Educación
Al Mansoori fue la primera mujer emiratí en recibir una beca presidencial de los EAU para estudiar medicina en Estados Unidos. Completó sus estudios universitarios en la Universidad de Maryland y obtuvo una licenciatura en Neurobiología y Fisiología y una licenciatura en Psicología.
En 2001, recibió una beca de investigación médica del Instituto Médico Howard Hughes, durante la cual trabajó como asistente de Sarah Tishkoff y llevó a cabo proyectos de investigación centrados en genética de poblaciones y enfermedades raras, incluida la fiebre mediterránea familiar. Su investigación ha sido publicada en revistas científicas de revisión por pares, como The American Journal of Gastroenterology y la revista de la Asociación Estadounidense de Diabetes.
Al obtener su Doctorado en Medicina (MD), Al Mansoori se convirtió en la primera mujer no estadounidense en graduarse de la Facultad de Medicina de la Universidad George Washington, donde luego completó su residencia y su beca. En 2013, obtuvo la doble certificación en Medicina Interna y Endocrinología.
En 2013, al finalizar sus estudios, regresó a los Emiratos Árabes Unidos. Fue presentada en la Cumbre Mundial de Gobiernos de 2014 por el Viceprimer Ministro, Sheikh Mansour bin Zayed Al Nahyan, como un ejemplo de éxito en educación e innovación.

## Trayectoria
Desde que comenzó su carrera como endocrinóloga consultora, Al Mansoori ha trabajado en diversos puestos relacionados con la atención médica en los sectores público y privado. Ingresó a la política al ser nombrada miembro del Consejo Nacional Federal.

### Cuidado de la salud
Al Mansoori es presidente y cofundador de SonoStik LLC, una empresa creada para desarrollar tecnologías de acceso vascular basadas en un diseño concebido durante sus estudios de medicina. En junio de 2021, SonoStik completó su ronda de financiación serie A liderada por DisruptAD, la plataforma de capital riesgo de la firma de inversión ADQ.
Desde 2016 es directora médica adjunta del Centro de Diabetes del Imperial College London en Abu Dhabi, el centro ambulatorio más grande de la capital por volumen de pacientes. Desde 2014 ejerce como endocrinóloga consultora tanto en ICLDC como en Cleveland Clinic Abu Dhabi.
Al Mansoori es directora ejecutiva de Investigación Intramural en el Centro de Células Madre de Abu Dhabi (ADSCC), donde lidera colaboraciones e iniciativas de investigación, incluido un proyecto para explorar posibles curas para la diabetes tipo 1 En mayo de 2021, el jeque Mohamed bin Zayed, príncipe heredero de Abu Dabi, visitó el centro para anunciar el desarrollo de un nuevo campus de investigación médica y afirmó que "su trabajo inspirador es una parte clave de los esfuerzos de los EAU para ofrecer experiencia médica para ayudar a erradicar enfermedades". y apoyar el desarrollo humano en todo el mundo."
En noviembre de 2021, Al Mansoori formó parte de una delegación de ADSCC que visitó el Centro Zayed para la Investigación de Enfermedades Raras en Niños, un centro especializado de investigación y tratamiento financiado por los EAU vinculado con el Great Ormond Street Hospital (GOSH). Las dos instituciones organizaron un taller y discutieron el potencial de cooperación en áreas como enfermedades raras, terapia génica y medicina regenerativa.
En diciembre de 2021 se anunció que Al Mansouri había firmado una carta de intención en nombre del Centro de Células Madre de Abu Dhabi con el Instituto Nacional de Alergias y Enfermedades Infecciosas de los Estados Unidos (NIAID), que forma parte del Instituto Nacional de Salud (NIH). La investigación colaborativa prevista en esta LOI pretende servir como base para asociaciones de investigación posteriores que podrían responder a oportunidades científicas únicas disponibles entre los EAU y los Estados Unidos.
Durante una visita al Centro de Células Madre de Abu Dhabi, Tedros Ghebreyesus, director general de la Organización Mundial de la Salud (OMS), discutió la Carta de Intención anunciada con los NIH de los Estados Unidos y las posibles colaboraciones futuras, incluido el objetivo de ADSCC de convertirse en el primero de la OMS. centro colaborador en Oriente Medio.

### Política
En noviembre de 2018, Al Mansoori fue nombrado miembro del Consejo Nacional Federal (FNC) de los Emiratos Árabes Unidos como representante de Abu Dhabi. Ha dirigido debates sobre políticas y revisiones de proyectos de ley en varias áreas, incluida la atención médica, la empresa, la sostenibilidad, la educación, los asuntos legislativos, y la igualdad. Durante la pandemia de COVID-19, expresó su apoyo a una iniciativa gubernamental para otorgar visas de residencia de 10 años a los médicos y sus familias.
En noviembre de 2016, Al Mansoori actuó como maestro de ceremonias en el lanzamiento del Año de Colaboración Creativa 2017 de los Emiratos Árabes Unidos y el Reino Unido, presentándose ante una audiencia que incluía al rey Carlos III y la reina Camilla.
Al Mansoori ha sido miembro de la junta directiva de Sandooq Al Watan desde enero de 2020 y forma parte de su comité ejecutivo. También ha estado involucrada en iniciativas para promover la educación CTIM, empoderar a las mujeres y fomentar el emprendimiento de los jóvenes emiratíes. Desde 2019 participa en la campaña Find Wonder de Abu Dhabi: Dra. Hawaa Al Mansouri: Mujeres líderes en ciencia y tecnología médica.
Ha sido participante en foros tanto en los Emiratos Árabes Unidos como a nivel internacional como oradora, moderadora y maestra de ceremonias. Éstas incluyen:
- 'How Will We Thrive?' Summit at Expo 2020 organized by the UK Department for International Trade. Chair of panel titled, "Empowering People: Better Health and Care with Technology".[41]
- Expo 2020, "Building Bridges for a Global Future" organized by Forum 2000 and the Czech Pavilion. Panelist with Rabbi Elie Abadie and Tomáš Halík.[42]
- Milken Institute Global Conference 2019:  Panelist with Randy Jackson of session, “Diabetes and Obesity: An Urgent Global Health Crisis”.[43]
- Milken Institute MENA Summit 2019: Speaker & Panelist with Sumit Jamuar of session, “The Cost of Chronic Disease and the Future of Treatment”.[6]
- 4th International Conference of Sports for Women - An initiative of the Fatima bint Mubarak Ladies Sport Academy, Speaker.[44]
- Second Aqdar World Summit, 2018: Moderator of the first session, “Sheikh Zayed Strategies on Empowering People”.[45]
- World Economic Forum, Annual Meeting of Global Future Councils 2018: Moderator of session, "Human Augmentation" at the Innovation Summit.[46]
- Majlis Mohamed bin Zayed Ramadan Lecture: Moderator of session with Dimitri Christakis titled, "How early experiences affect brain".[47]
- SALT Abu Dhabi 2019: Panelist for session titled, "Identifying and Creating the Next Healthcare Innovations".[48][49]

## Reconocimientos
- 1999: Beca Presidencial para estudiar medicina en Estados Unidos. Primer emiratí en recibir este premio.[44]
- 2014: Premio a los Pioneros de los EAU, recibido de manos del Primer Ministro de los EAU, Sheikh Mohammed bin Rashid Al Maktoum.[50]
- 2019: Personalidad Federal del año, recibido de manos del Jeque Nahyan bin Mubarak Al Nahyan.[1]

## Publicaciones
- Ramsay D, Aragon G, Almansouri H, Bashir S, Borum M. Strongyloides and Elevated Liver Associated Enzymes: An Infection Presenting 16 Years Following Immigration from an Endemic Area: 850. American Journal of Gastroenterology. 2009 Oct 1;104:S313.[51]
- Khosla S, Almansouri H, Korshak L, Sheriff H, Aiken M, Himmerick K, Namata-Elengwe I, Kheirbek R, Nylen E, Kokkinos P. Effects of Lifestyle Intervention for Veterans (LIVe) Program on Cardiometabolic Parameters in African American Veterans With Type 2 Diabetes Mellitus. InDIABETES 2013 Jul 1 (Vol. 62, pp. A632-A632). 1701 N BEAUREGARD ST, ALEXANDRIA, VA 22311-1717 USA: AMER DIABETES ASSOC.[52]